# محوی
سید محمد بالخی پسر سید مُلا عثمان شیخ رش، متخلص به مه‌حوی (۱۸۳۶ در بالخ، سلیمانیه –۱۹۰۶ در سلیمانیه)، از بزرگترین شاعران کلاسیک کُرد و از مشهورترین شاعران عرفانی کُرد است. عمدۀ شهرت وی به واسطۀ غزل‌های عاشقانه و عارفانه‌ای است که به کُردی سورانی سروده‌است.

## زندگی‌نامه

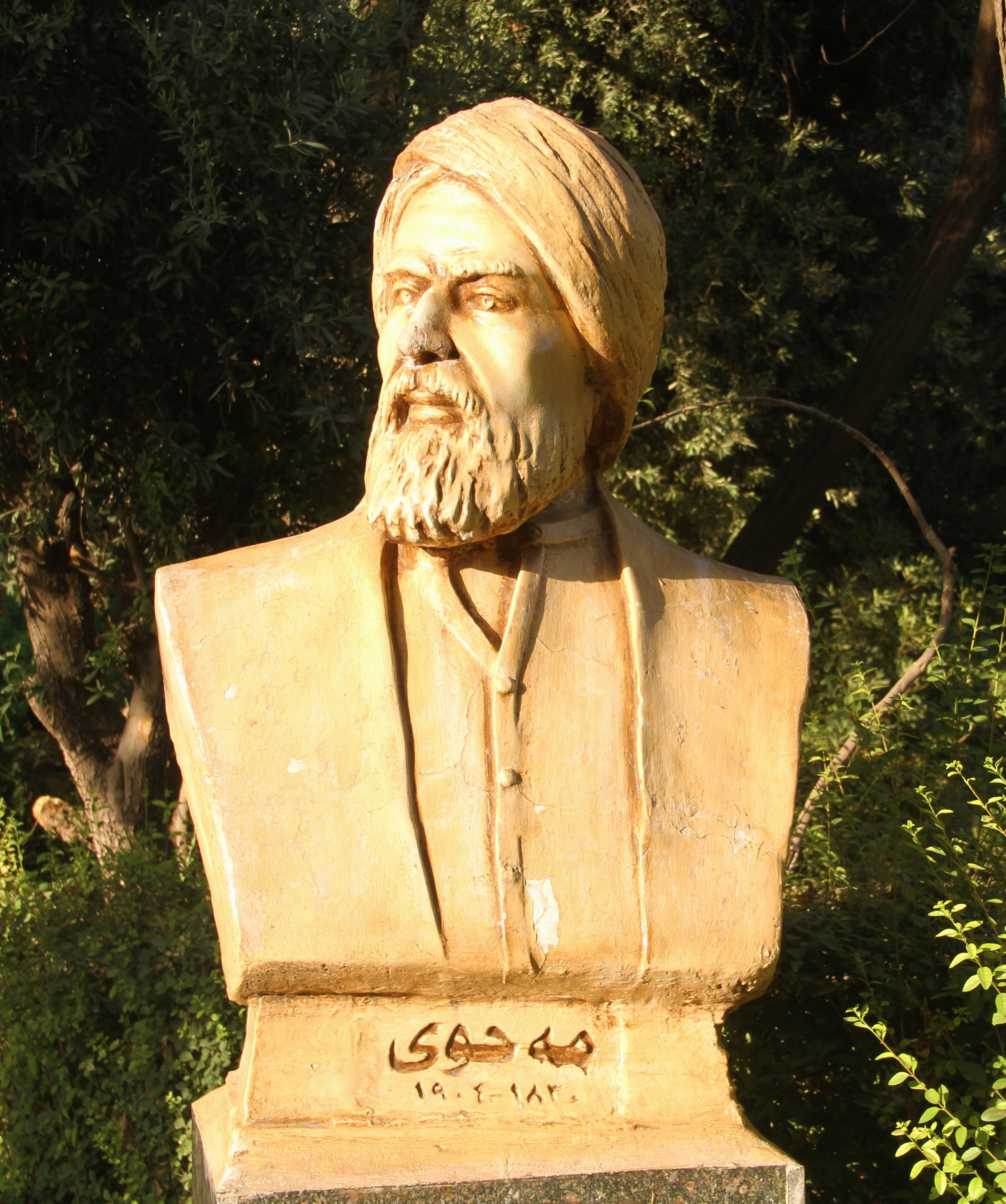
مجسمه ای از محوی در سلیمانیه

سید محمد بالخی پسر سید مُلا عثمان از نوادگان «شیخ رش» در سال ۱۸۳۶ در روستای بالخ در مجاورت سلیمانیه به دنیا آمد. وی از سن هفت سالگی به آموختن قرآن و علوم رایج دوران پرداخت و سپس برای تحصیل علم عازم شهرهای کردستان همچون سنندج و مهاباد و بغداد شد. در بغداد او از محضر بزرگانی چون مفتی زهاوی (مفتی وقت عراق) بهره برد. از جمله شاگردان مشهور محوی هم می‌توان به ملا سعید افندی، ملا حسن قزلچی اشاره کرد. محوی از پیروان طریقت نقشبندیه بود، او ارادت بسیاری به مولانا خالد شهرزوری داشته‌است. او پس از ملاقاتی که در سال ۱۸۸۳ با سلطان عبدالحمید دوم عثمانی داشت، اجازۀ تأسیس خانقاهی را در سلیمانیه گرفت که به خانقاه محوی شهرت یافت. محوی از نقشبندی‌ها تأثیر بسیار پذیرفته‌است و به خصوص در دیوان خود از شیخ عمر ضیاءالدین نقشبندی بسیار یاد می‌کند. از جمله عالمان کُرد که محوی با آنان هم‌کلام بوده‌است می‌توان به مولوی کرد، مولانا احمد نودشی، ملا حامد بیسارانی و … اشاره کرد.

## ویژگی‌های شعر محوی
محوی به زبان‌های کُردی، فارسی و عربی و در قالب‌های غزل، قصیده، دوبیتی و فرد شعر سروده‌است. مضمون بیشتر اشعار وی تصوف، عرفان و تقبیح دنیا است. اشعار وی سرشار از استعاره و نماد است. استفاده از واژه‌های قدیمی و گاه غیرمستعمل و قافیه‌های نامتداول از دیگر ویژگی‌های شعر محوی است. او در میان شعرای فارس بیشتر تحت تأثیر حافظ و در میان شاعران کُرد تحت تأثیر نالی بوده‌است. وی در غزلی در مورد حافظ می‌گوید:
| دلم بگرفته از گفتار پر بی‌مایهٔ واعظ |  | بخوان ای بذله‌خوان اشعار ساقی‌نامهٔ حافظ |
| شده دیوان او تا حشر یک میخانهٔ نشئه |  | مگر می جوش زد جای مداد از خامهٔ حافظ   |

## نمونۀ شعر فارسی
| بر سر این مرده ای روح حیات‌افزا بیا    |  | در رکابت شور حشر ای فتنهٔ برپا بیا   |
| وعد فردا کشتن ای قاتل ز فرداها گذشت   |  | انتظار کشتنم کشت آخر این فردا بیا   |
| گفت در هر مو بود پیوسته با من چند دل  |  | «محوی» بیدل به من گوید شبی تنها بیا |
| بر لب و دندان جانان این غزل باری گذشت |  | خود به من گوید به سیر لؤلؤ لالا بیا |

«محوی»

## نمونه شعر کردی
| بە نووری بادە کەشفی زوڵمەتی تەقوا نەکەم، چ بکەم؟! |  | بە شەمعێکی وەها چاری شەوێکی وا نەکەم، چ بکەم؟!      |
| لە خەزنەی دڵمدا هەرچی هەیە، هەر داغی سەودایە      |  | دەسا ئەم نەقدە دەردی عیشقی پێ سەودا نەکەم، چ بکەم؟! |
| لەگەڵ دەستی مەلا ڕێ ناکەوێ زونناری زوڵفی یار      |  | وەکوو «شێخ» ئیختیاری مەزهەبی تەرسا نەکەم، چ بکەم؟!  |
| لە ڕێی ئەو شۆخەدا خۆم کردە خاک و پێی نەنا پێما    |  | دەسا خاکی هەموو عالەم بە سەر خۆما نەکەم، چ بکەم؟!   |
| دەمێکە شاری پڕشۆری مەحەببەت مات و خامۆشە          |  | بە قانوونی تەجەننون شۆڕشێ ئینشا نەکەم، چ بکەم؟!     |
| لە چاوا نم نەما بۆ گریە، نۆبەی سەجدە بەر دەریە    |  | سیاساڵم نەبارە، نـوێژی ئیستیســقا نەکەم، چ بکەم؟!   |
| لە سەر تۆم دوشمنە دنیا، قەزییەم مانع الجمعە       |  | کە تەرکی تۆ نەکەم، تەرکی هەموو دنیا نەکەم، چ بکەم!  |
| بەجێ ماوم لە یاران، نابەجێ ماوم ئەجەل، زوو بە     |  | بە مردن لەم قسووری ژینە ئیستیعفا نەکەم، چ بکەم؟!    |
| ئەوا لەیلا بە ڕۆژی حەشر ئەدا وادەی لیقا «مه‌حوی»!  |  | هەتا قامی قیامەت، ئاھ و واوەیلا نەکەم، چ بکەم؟!     |

| به گریانم وه‌کوو گوڵ پێکه‌نی یار   |  | له باغی من به بارش غونچه پشکووت   |
| شوکر هه‌ر مامه‌وه بۆ یادگاری       |  | به کاری زه‌خمه‌کی شمشێری ئه‌برووت    |
| له غه‌مزەی چاوت ئه‌برۆ داگره و به‌س |  | مه‌که بۆ قه‌تڵی عاشق ڕه‌نجه بازووت   |
| نه‌خۆشی عیشقی لێوت وه‌سیه‌تی کرد    |  | بتاشن داری عوننابی به تابووت      |
| منی به‌م حاڵ و قاڵه دی که ده‌یوت   |  | کتێبێکی غه‌ریبم دیوه، پەڕپووت      |
| به نیله بێ نه‌باتی میسری لـێوت    |  | جلم، سوبحم هه‌موو هه‌ر شامه بێ ڕووت |
| له ناڵەی گه‌رمی دڵ باکت نه‌بوو تۆ  |  | به ئاهی سه‌ردی «مه‌حوی» من دڵم سووت |